# 法政大学人間環境学部

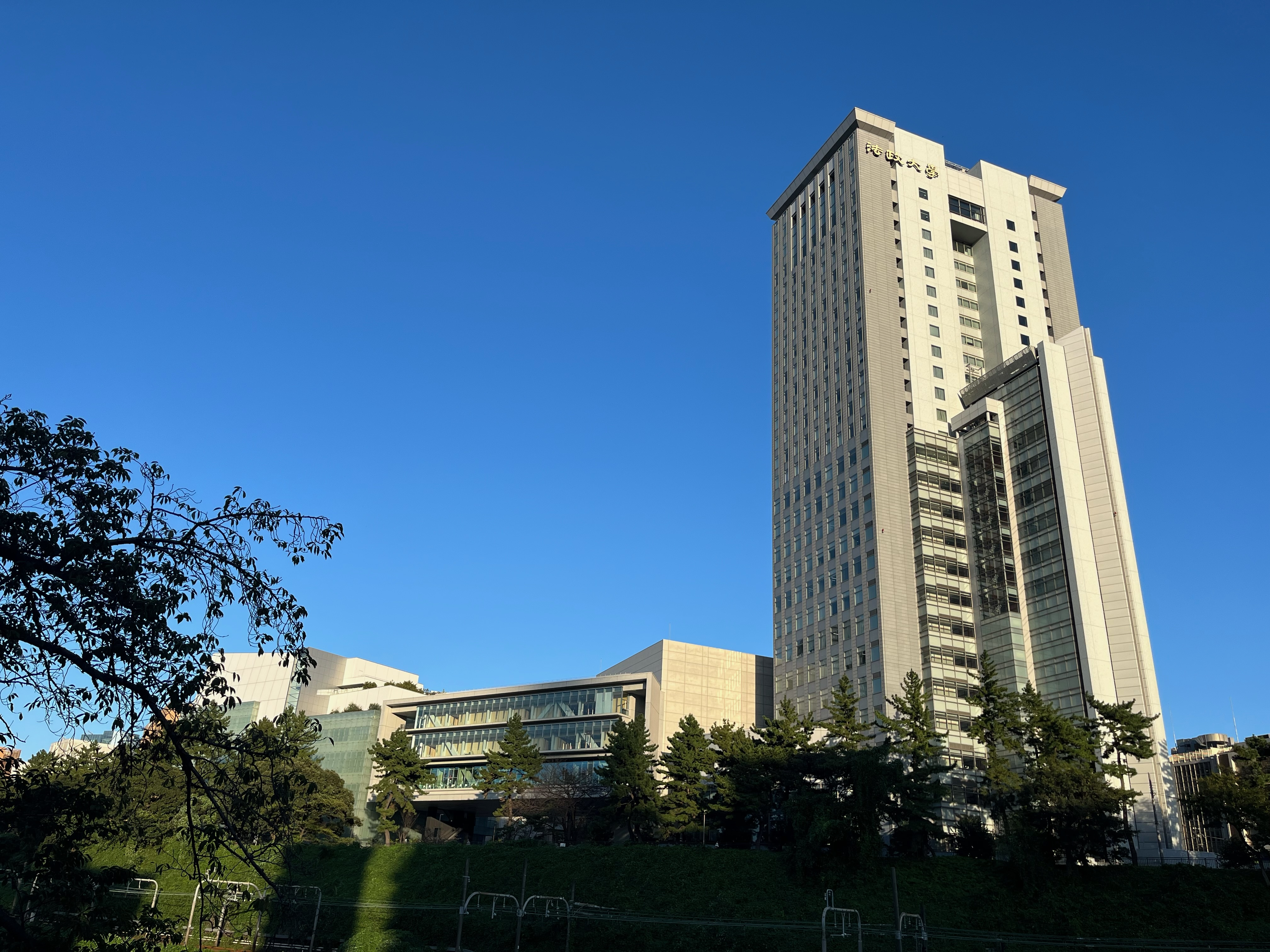
法政大学市ヶ谷キャンパス

法政大学人間環境学部（ほうせいだいがくにんげんかんきょうがくぶ、英：Faculty of Sustainability Study, Hosei University）は、法政大学が設置する人間環境学部である。

## 概要
法政大学人間環境学部は、人間の心身と環境問題の二項目の研究を目的として、1999年に設立された学部である。
1949年、新制大学への転換時、法学部・文学部・経済学部の三学部が「横割り制」で再発足した。その際、教養部一部は旧制予科を改編した第一教養部(現・国際文化学部)が川崎市木月で担当し、教養部二部は、旧制専門部二部と高等師範部所属教員を主体として編成した第二教養部(現・人間環境学部)が市ヶ谷本校で担当することになった。
その後、教学改革の展開のなかで、1996年、教学改革企画委員会より「人間環境学部」設置の提案がなされ、1999年に国際文化学部と同時開設となった。
開設当初、学部長には現在は本学名誉教授である堀内行蔵を据え、他27名の人員で教授会を組織した。
法政大学人間環境学部は、法学部、文学部、経営学部、キャリアデザイン学部、国際文化学部と同様に、法政大学市ヶ谷キャンパスに本部が置かれている。人間環境学部のカリキュラムは、人間形成科目や情報処理、アクティブ語学を学ぶフレッシュマン科目、環境問題の専門領域からなる基幹科目、専攻科目から構成されている。
専攻科目は、環境問題を「グローバル」、「ローカル」に大別し、諸学問を関連づけ学祭的教育を行うように構成されている。さらに、専攻科目には講義や専門書で学んだ事柄を直接現地に赴いて検証するフィールドスタディ、環境問題の現場で活躍している人物を講師として招き事例研究を深めるワークショップ、学生個々の関心を掘り下げる研究会がある。

## 沿革
- 1947年（昭和22年）- 法文学部を法学部、文学部へ改組。通信教育部を設置
- 1949年（昭和24年）- 新制大学発足。教養部二部を第二教養部へ、予科を第一教養部へ再編
- 1958年（昭和33年）- 58年館竣工により全教養部、木月より富士見へ移転
- 1980年（昭和55年）- 80年館竣工
- 1982年（昭和57年）- 新学部設立準備委員会設置
- 1992年（平成4年）- 大学院棟竣工
- 1999年（平成11年）-「人間環境学部」、「国際文化学部」開設
- 2000年（平成12年）- ボアソナード・タワー竣工

## 学部・学科

### 人間環境学部
- 人間環境学科

## 関連施設
- ボアソナード・タワー
- 80年館
- 法政大学大学院棟

## 交通アクセス
〒102-8160 市ヶ谷キャンパス（東京都千代田区富士見2-17-1）
- 【JR線】 JR中央・総武緩行線：市ケ谷駅または飯田橋駅下車徒歩10分
- 【地下鉄線】 都営地下鉄新宿線：市ケ谷駅下車徒歩10分
- 【地下鉄線】 東京メトロ有楽町線：市ケ谷駅または飯田橋駅下車徒歩10分
- 【地下鉄線】 東京メトロ東西線：飯田橋駅下車徒歩10分
- 【地下鉄線】 東京メトロ南北線：市ケ谷駅または飯田橋駅下車徒歩10分
- 【地下鉄線】 都営地下鉄大江戸線：飯田橋駅下車徒歩10分

## 著名な出身者
出身者、卒業生及び関係者については「法政大学の人物一覧」を参照されたい